# Dillo
Dillo（ディロ）は、1999年12月にリリースされたウェブブラウザである。
ソースが数百KBと小さく、動作も極めて高速である。当初はウィジェット・ツールキットにGTK+を使用していたが、バージョン2.0からFLTKに移行した。